# Fototerapie
Fototerapie je fyzikální terapie využívající viditelnou i neviditelnou část světelného spektra (UV, IR) k preventivnímu a léčebnému využití. Nejčastější je laserová fototerapie, léčba polarizovaným světlem či monochromatickým světlem, ale také přirozeným slunečním zářením (helioterapie v lázeňství) či pomocí lamp s celospektrálním světlem (světlo blízké přirozenému slunečnímu záření). V porodnictví se používá fototerapie modrým světlem při léčbě novorozenecké žloutenky. Nejčastější využití je v porodnictví, dermatologii, medicíně bolestí, estetické medicíně, psychiatrii, psychologii a léčebné pedagogice, rehabilitaci a balneoterapii (lázeňství). Alternativně se fototerapie používá také k předcházení jet-lagu (pásmová nemoc, problémy se spánkem způsobené přeletem do vzdáleného časového pásma). Některé letecké společnosti nabízejí svým pasažérům na dlouhých tratích speciální pokrývky hlavy, na kterých je umístěný zdroj světla.

## Invazivní fototerapie
Používá se v zejména v estetické medicíně. Principem je fototermolýza, tedy přeměna světelné energie na tepelnou. Tkáň je zahřívaná absorpcí fotonů, nejčastěji pomocí laserů nebo intenzivního pulzního světla. Toho se využívá při epilacích, odstraňování hyperpigmentací či rejuvenaci pokožky.

## Neinvazivní fototerapie
Nejstarší je helioterapie (léčba slunečními paprsky), která se využívá v lázeňství. Používá se také biostimulační laserová fototerapie pomocí měkkých laserových paprsků (lasery do 50 mW) či lampová fototerapie, která využívá viditelné polarizované nekoherentní světlo. Jako fotonyx je označována fototerapie, u které je navíc zúžena spektrální pološířka vyzařovaného světla.

## Využití fototerapie

### Porodnictví

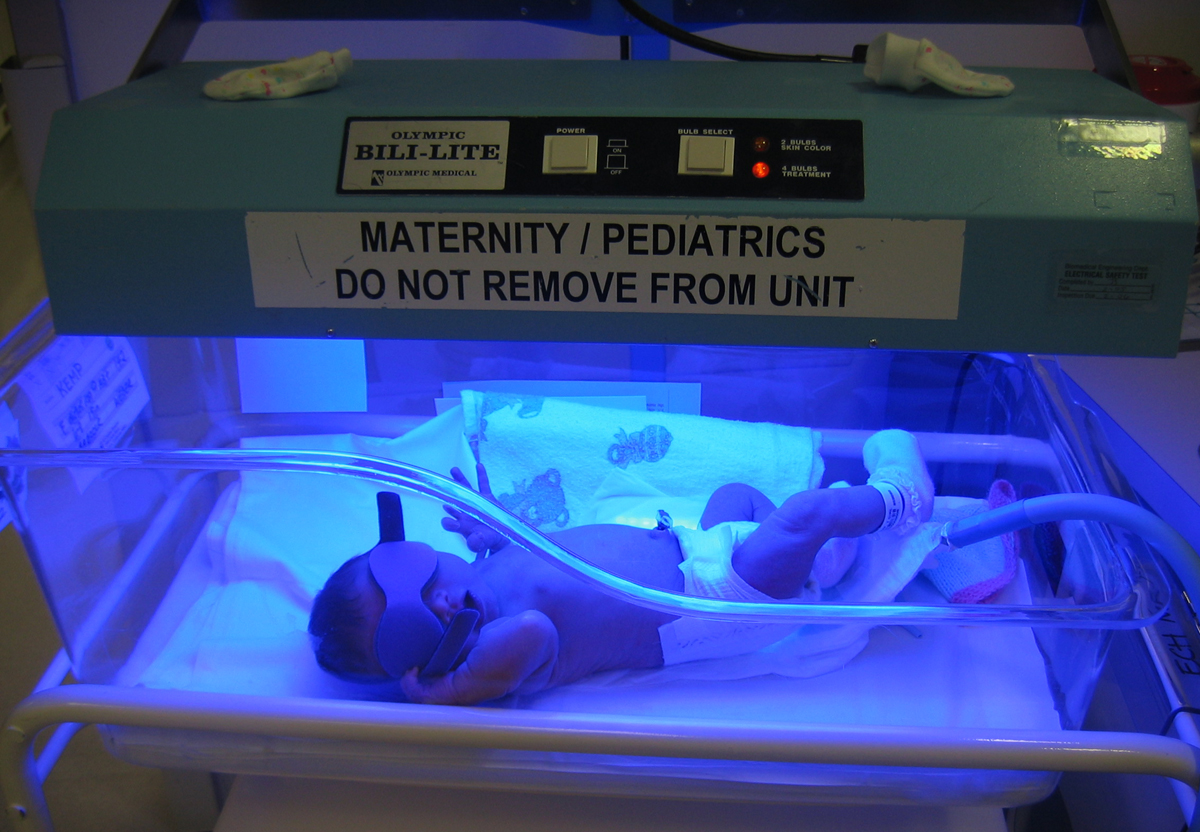
Fototerapie modrým světlem u novorozeneckého ikteru

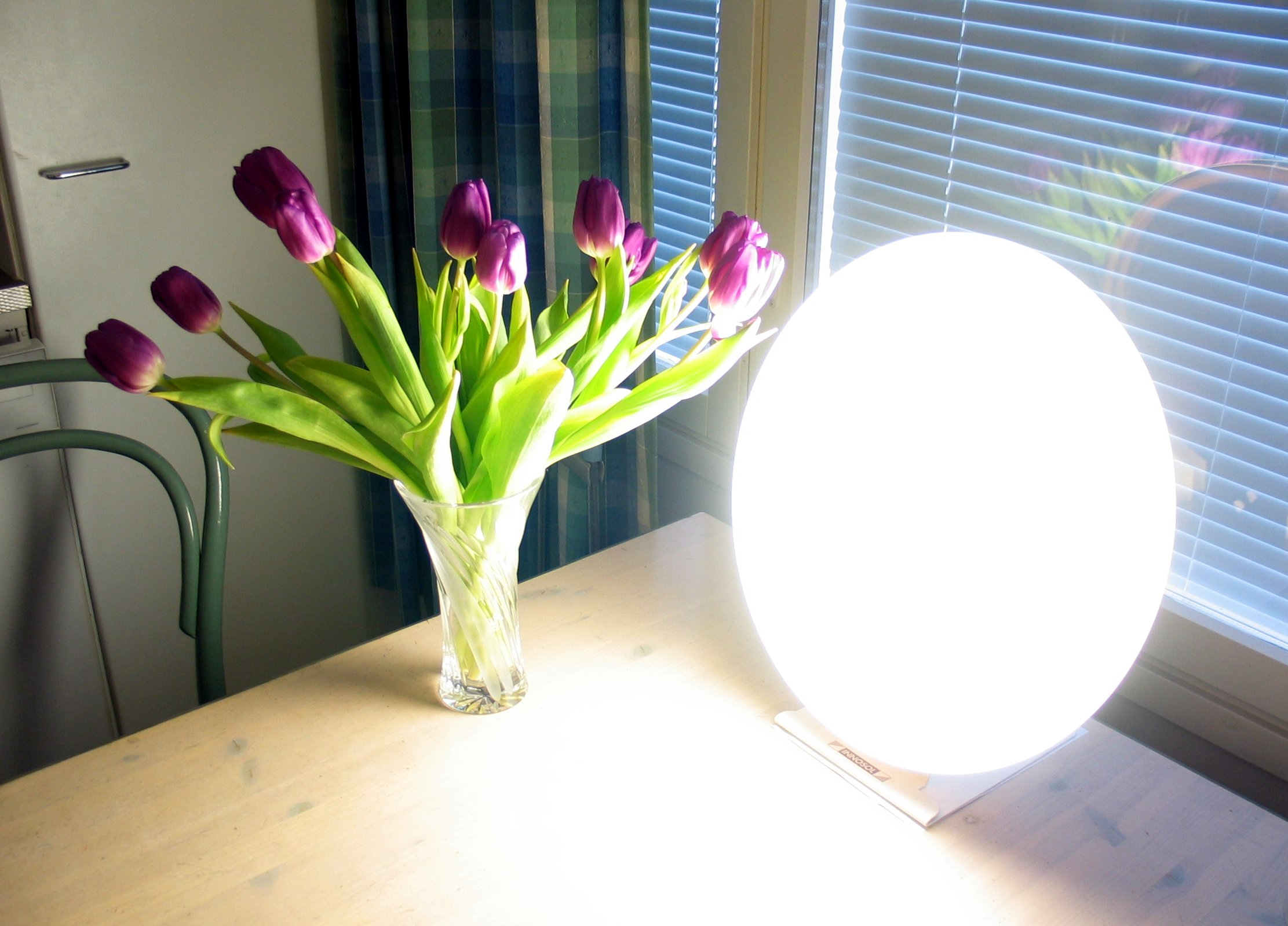

Novorozenecká žloutenka (neboli novorozenecký ikterus) je velmi častým jevem u novorozenců a vzniká v důsledku hemolýzy velkého množství erytrocytů. Obvykle nevyžaduje léčbu. Fototerapie se používá při závažnějších formách, a to zejména fototerapie modrým světlem (420–470 nm). Jeho vlnová délka je nejblíže k absorpčnímu spektru bilirubinu. Často se používá také zelené světlo, které je příjemnější pro oči ošetřujícího personálu nebo celospektrální bílé světlo (380–700 nm), které neovlivňuje opticky prokrvení kůže. Cílem všech typů fototerapie je eliminace bilirubinu. Svítí se na co největší část těla obnaženého novorozence. Princip spočívá ve schopnosti molekuly bilirubinu přijmout foton a tím změnit strukturu. Použité světlo tak rozkládá bilirubin kolující krví v kožních cévách a vznikají ve vodě rozpustné složky, které jsou potom vylučovány močí. Při aplikaci se šetrně zakrývají oči novorozence, případně se používají modře svítící podložky, na kterých leží novorozenec zády.

### Dermatologie
Kožní lékařství využívá především ultrafialového záření při léčbě lupénky, akné a vitiliga.

### Estetická medicína
V estetické medicíně se využívá neinvazivní i invazivní fototerapie. K neinvazivním zákroků patří soft lasery a viditelné lineární nekoherentní světlo. Tyto techniky jsou používány zejména pro rejuvenaci (omlazení pokožky). Využívá se zejména selektivní fototermolýza a pulzní lasery. Techniky se používají především k epilacím, odstranění pigmentových skvrn a odstranění teleagiektázií (rozšířené cévky).

### Psychologie a psychiatrie a léčebná pedagogika
V psychiatrii je nejčastější léčba depresí, sezónních afektivních poruch, premenstruálních poruch, bulimie a poruch pozornosti. Léčba u psychiatra, případně psychologa probíhá obvykle ambulantně, nebo si pacient může celou lampu zakoupit pro domácí aplikace. Principem je chronobiologická léčba, která vychází ze souvislostí fototerapie s cirkadiánními rytmy, například v kombinaci fototerapie a tzv. spánkové deprivační terapie. Je zřejmé, že melatonin je v mozku vylučován především v druhé polovině noci. Melatonin je dle těchto výzkumů dáván do spojitosti s depresí. Pokud je fototerapie použita bezprostředně po ranním probuzení, pak je vylučování melatoninu ukončeno, případně se melatonin odbourává. Tím dojde k pozitivní změně nálady. Tento výklad názvu fototerapie by ale neměl být zaměňován s jinými variantami. Jako "léčba světlem" v terapii SAD (sezónní afektivní poruchy) je takto jistě přijatelná a účinná, ale má řadu jiných aplikací. Podle spektra světla, které používají různé přístroje, je aplikovatelná na zejména kožní choroby (sklerodermie, vitiligo, ekzém, psoriáza a desítky dalších) a o jejich léčbě je k dispozici desetitisíce publikací a diskuzí, které mají miliony příspěvků. Dosud používané části spektra UVA, UVB a další jsou velmi účinné, některé v kombinaci s léčivy a mastmi. Velmi aktuální je používání části spektra UVA-1, které proniká do hlubších vrstev kůže a má minimální vedlejší účinky a rizika. Dále následující popisy jsou samozřejmě solidní, ale nezahrnují celou oblast fototerapie.
Oproti dřívějším předpokladům je zřejmě důležité použít fototerapii ne libovolně dopoledne, nýbrž pokud možno hned po probuzení. Empiricky nejlépe ověřenou a plně uznávanou je fototerapie při sezónně podmíněné depresi, která je také nazývána zimní depresí. Množí se ale stále více studií, které svědčí o tom, že fototerapie je účinná u všech forem depresí. Účinné je normální bílé světlo, které odpovídá spektru slunečního světla. Samozřejmě že nemusí být používáno pouze umělé světlo (terapeutická lampa). Studie však ukazují, že se dnes lidé příliš málo pohybují venku, aby se tak potažmo vystavili potřebnému množství světla. Zvláště modrý krátkovlnný rozsah světelného spektra má vliv na řízení cirkadiánních rytmů.
Podle jedné teorie není pro lidstvo severní zeměpisná šířka přirozeným místem k životu, vzhledem k tomu, že po většinu doby své existence žili předkové rodu homo sapiens v Africe. Podle této "Out of Africa Theory" k prvnímu doložitelnému výskytu předků člověka na území Afriky došlo už před 1,8 miliony let, přičemž první lidé se ve střední Evropě objevili až před 45 000 lety a ve Skandinávii teprve před 25 000 lety. Proto nejsou lidé na nedostatek světla v zimních měsících dostatečně adaptováni. Poeticky se o blahodárných účincích světla vyjádřil spisovatel Ota Pavel: "Slunce je žlutý prášek nebeských psychiatrů." Už antický lékař Hipokratés doporučoval: "Onemocní-li člověk špatnou náladou, vystavte ho slunečním paprskům."
Výmluvná je také epidemiologie sebevražd v rámci Evropy: V severských a baltických zemích Evropy jsou sebevraždy páchány 4–5krát častěji než v zemích jako je Řecko, Albánie a Portugalsko. Souvislost s intenzitou slunečního světla se zde přímo nabízí.
Pacient se dívá denně do jasného světla ze vzdálenosti minimálně 1 metr po dobu 20 až 60 minut – nejlépe hned po probuzení. Účinnost je dobře prokázána při expozici o síle 10.000 Luxů po dobu půl hodiny nebo 2.500 Luxů po dobu 2 hodin. Důležité je aby světlo dopadalo na sítnici, pacient se ale nemusí dívat přímo do zdroje světla.

## Chromoterapie
Chromoterapie, někdy nazývaná barevná terapie, je metoda alternativní medicíny, která je považována za pseudovědu. Chromoterapeuti tvrdí, že dokáží pomocí světla různých barev vyrovnat „energii“, která člověku chybí v těle, ať už na fyzické, emocionální, duchovní nebo mentální úrovni.